# Stjórnarfoss

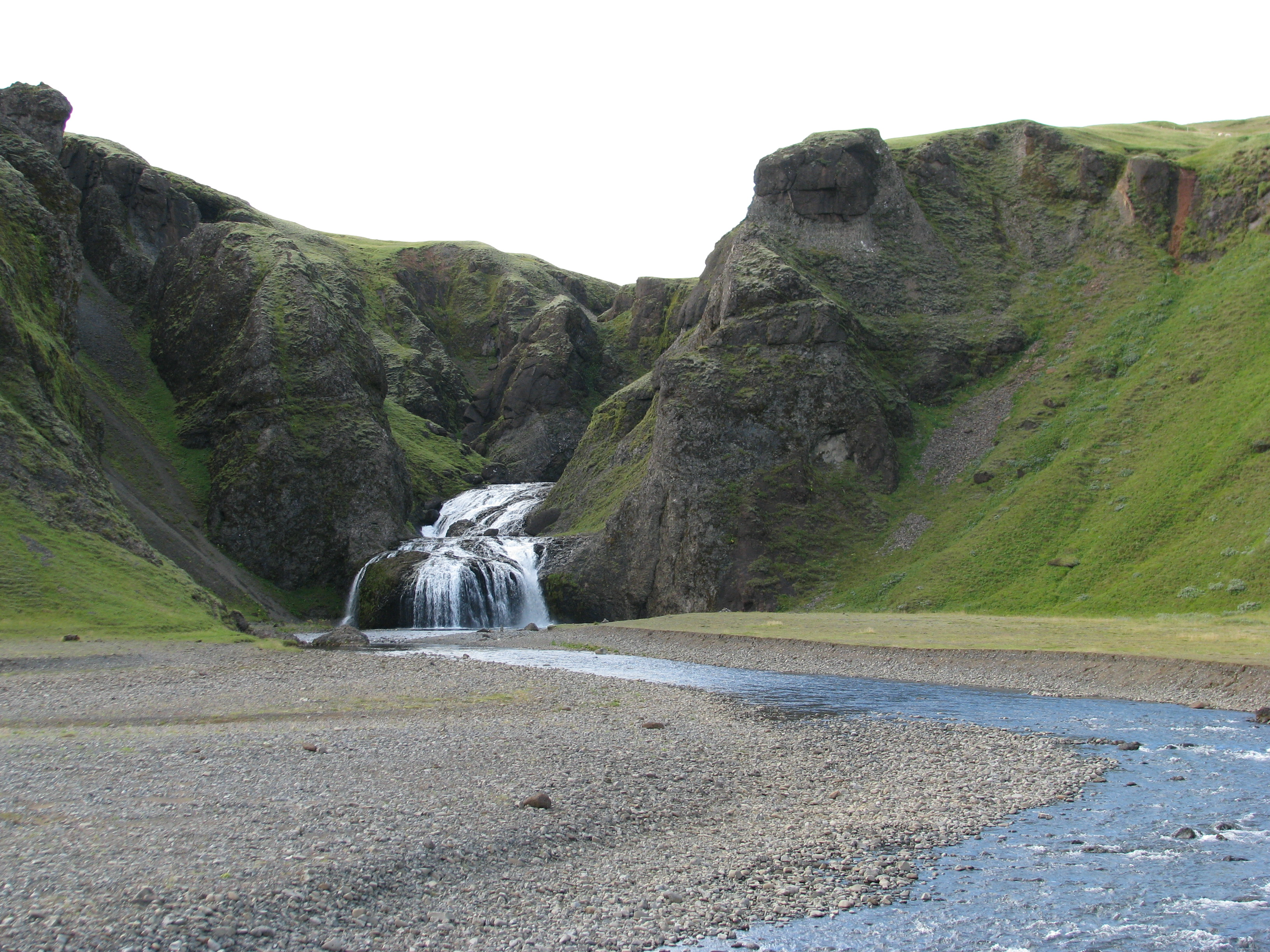
De Stjórnarfoss.

 De Stjórnarfoss is een waterval met een hoogte van ongeveer 10 meter, gelegen in de regio Suðurland in het zuiden van IJsland. Even ten noorden van het plaatsje Kirkjubæjarklaustur komt de Stjórn vanuit het achterland, stroomt door de Stjórnarsandur en voegt zich even verderop uiteindelijk in de grote Skaftá, De waterval is eenvoudig te bereiken.